# Квинт Помпей Руф
Квинт Помпе́й Руф (лат. Quintus Pompeius Rufus; убит в 88 году до н. э.) — древнеримский политический деятель из плебейского рода Помпеев, консул 88 года до н. э. Во время своего трибуната в 99 году выступал за возвращение из изгнания Квинта Цецилия Метелла Нумидийского. В 91 году занимал должность претора и поддерживал Марка Ливия Друза, попытавшегося провести ряд реформ. Позже был привлечён к суду по обвинению в подстрекательстве италиков к восстанию, но, по-видимому, сумел оправдаться.
Консулата Квинт Помпей добился в союзе с Луцием Корнелием Суллой. Последний был назначен командующим в Первой Митридатовой войне, но народный трибун Публий Сульпиций (до этого — друг Руфа) добился принятия закона о передаче командования Гаю Марию. Сулла в ответ двинулся на Рим, и Квинт Помпей поддержал его. Консулы заняли город, Сульпиций был убит, а Гай Марий бежал. После этого Руф был назначен командующим армией Гнея Помпея Страбона, размещённой на севере Италии. Уже на следующий день после формального принятия полномочий его убили собственные солдаты.

## Биография

### Происхождение
Квинт Помпей принадлежал к плебейскому роду Помпеев, представители которого упоминаются в источниках, начиная со II века до н. э. Номен Pompeius явно имеет то же происхождение, что и топоним Помпеи в Кампании, но о какой-либо связи Помпеев с городом, находившимся в окрестностях Везувия, ничего не известно.
Первым консулом из этого рода был Квинт (141 год до н. э.). Согласно Капитолийским фастам, отец и дед Помпея Руфа носили преномены Квинт и Авл соответственно; поэтому существует предположение, что именно консул 141 года до н. э. был его отцом. Между этими двумя Помпеями большая хронологическая дистанция, но известно, что Квинт-старший поздно женился. В этом случае у Квинта-младшего была сестра, мать некоего Гая Сициния, «умершего в квесторском звании». Близкими родственниками Руфа могли быть Помпеи Вифиники: в частности, народный трибун 102 года до н. э. Авл Помпей мог быть его двоюродным братом.
В дальнем родстве Квинт Помпей состоял с Гнеем Помпеем Страбоном, консулом 89 года до н. э. и отцом Гнея Помпея Великого

### Начало карьеры

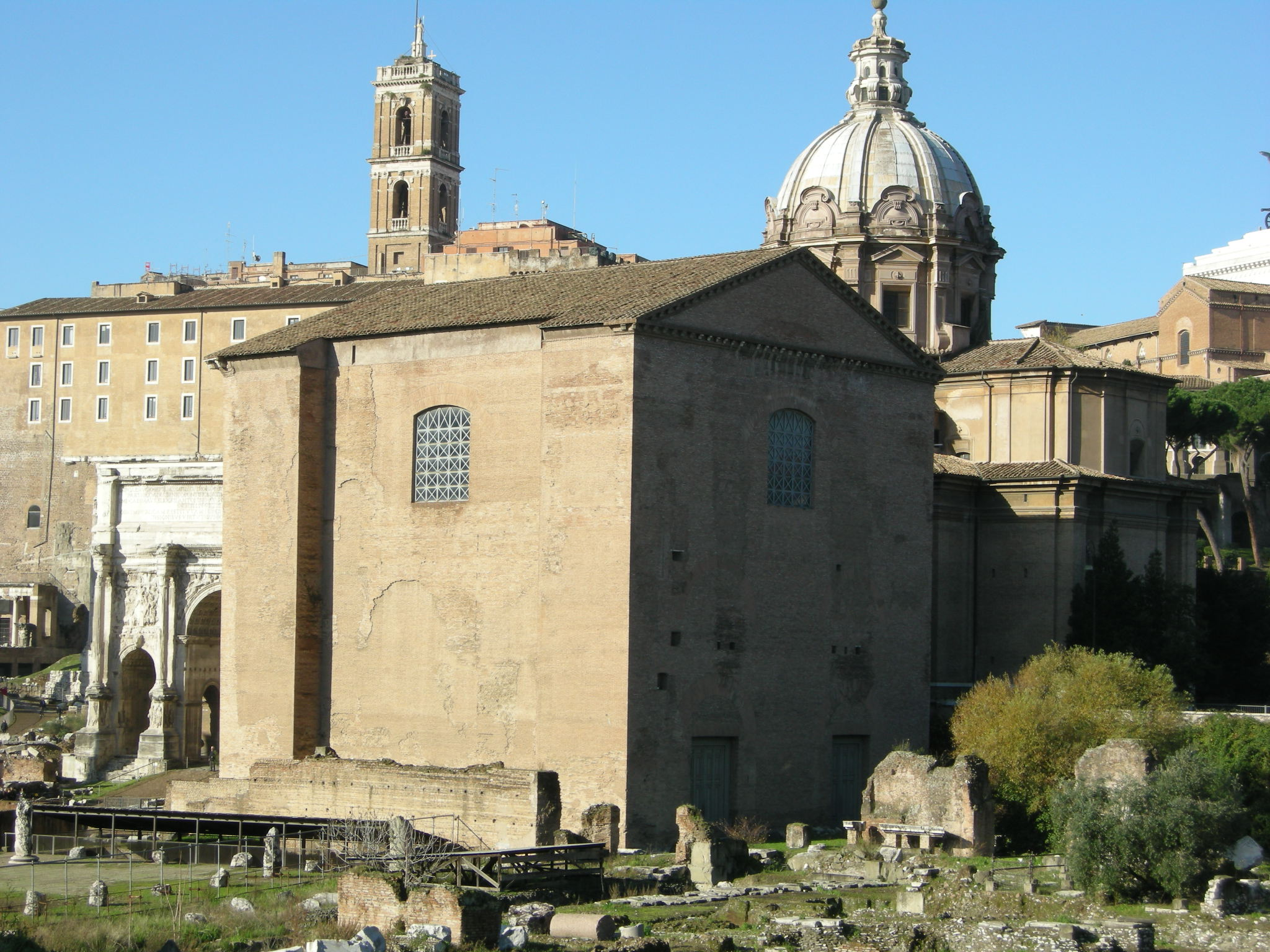
Курия Юлия (построена на Римском форуме на месте Гостилиевой курии, где заседал римский сенат во времена Квинта Помпея Руфа)

Первые упоминания о Квинте Помпее в сохранившихся источниках могут относиться к 99 году до н. э. В это время в Риме обострились внутренние распри: сенаторское сословие и всадничество объединились против политика-популяра Луция Аппулея Сатурнина, который в результате был убит в первый день своего третьего трибуната (10 декабря 100 года). Вскоре после этого, по данным Орозия, некие Катон и Помпей, предложили законопроект о возвращении из изгнания Квинта Цецилия Метелла Нумидийского — влиятельного нобиля, который возглавлял борьбу с Сатурнином и из-за этого был вынужден оставить Рим. Орозий не называет полные имена авторов этой инициативы, а другие источники вообще обходятся без указаний на конкретных лиц («со стороны сената и народного собрания раздавались громкие голоса, требовавшие возвращения Метелла»; «было внесено предложение вернуть Метелла из изгнания»). Тем не менее исследователи предполагают, что речь идёт о Марке Порции Катоне Салониане Младшем и Квинте Помпее Руфе, которые, таким образом, тоже были народными трибунами 99 года до н. э.
Инициатива двух трибунов встретила всеобщее сочувствие и получила поддержку со стороны ряда представителей нобилитета, но не стала законом из-за активного противодействия ещё одного трибуна, Публия Фурия. За последним, по данным Плутарха и Орозия, стоял Гай Марий, старый враг Метеллов. Квинт Цецилий вернулся в Рим позже; тем не менее Квинт Помпей вследствие этих событий мог считаться «другом аристократии».
В 91 году до н. э. Квинт Помпей был городским претором (praetor urbanus). Исследователи предполагают, что в этом качестве он поддержал народного трибуна Марка Ливия Друза, который выступил с программой реформ, предполагавшей расширение сената за счёт всадников, переход под контроль сенаторов судов, масштабный раздел земли и предоставление гражданских прав италикам. К сторонникам Друза относились также Марк Эмилий Скавр, Луций Лициний Красс, Марк Антоний Оратор, оба Квинта Муция Сцеволы — Понтифик и Авгур, Гай Аврелий Котта, квесторий (бывший квестор) Гай Юлий Цезарь Страбон Вописк, видный оратор Публий Сульпиций (его связывала с Квинтом Помпеем близкая дружба). Есть мнение, что к числу единомышленников Друза принадлежал и Луций Корнелий Сулла, тогда всего лишь преторий (бывший претор).
Реформы встретили мощное сопротивление. Все законы Друза были в том же году отменены, а сам народный трибун пал от руки убийцы. О деятельности Квинта Помпея на посту претора известно только, что он запретил Квинту Фабию Максиму, сыну Максима Аллоброгика, пользоваться отцовским имуществом из-за его разгульного образа жизни.
В следующем году враги реформ провели руками одного из новых трибунов, Квинта Вария Севера, закон (Lex Varia), согласно которому подлежали суду те, кто подталкивал римских союзников к восстанию — словом или делом. На основании этого закона начались преследования сторонников Друза, и многим пришлось удалиться в изгнание. Квинту Помпею тоже было предъявлено обвинение. Марк Туллий Цицерон, по его словам, присутствовал на процессе (ему тогда было 16 лет). Свидетелем со стороны обвинения был консуляр Луций Марций Филипп, и его «показания не уступали обвинению ни страстью, ни силой, ни богатством речи». Об исходе процесса источники ничего не сообщают; предположительно Руф был оправдан.

### Избрание консулом

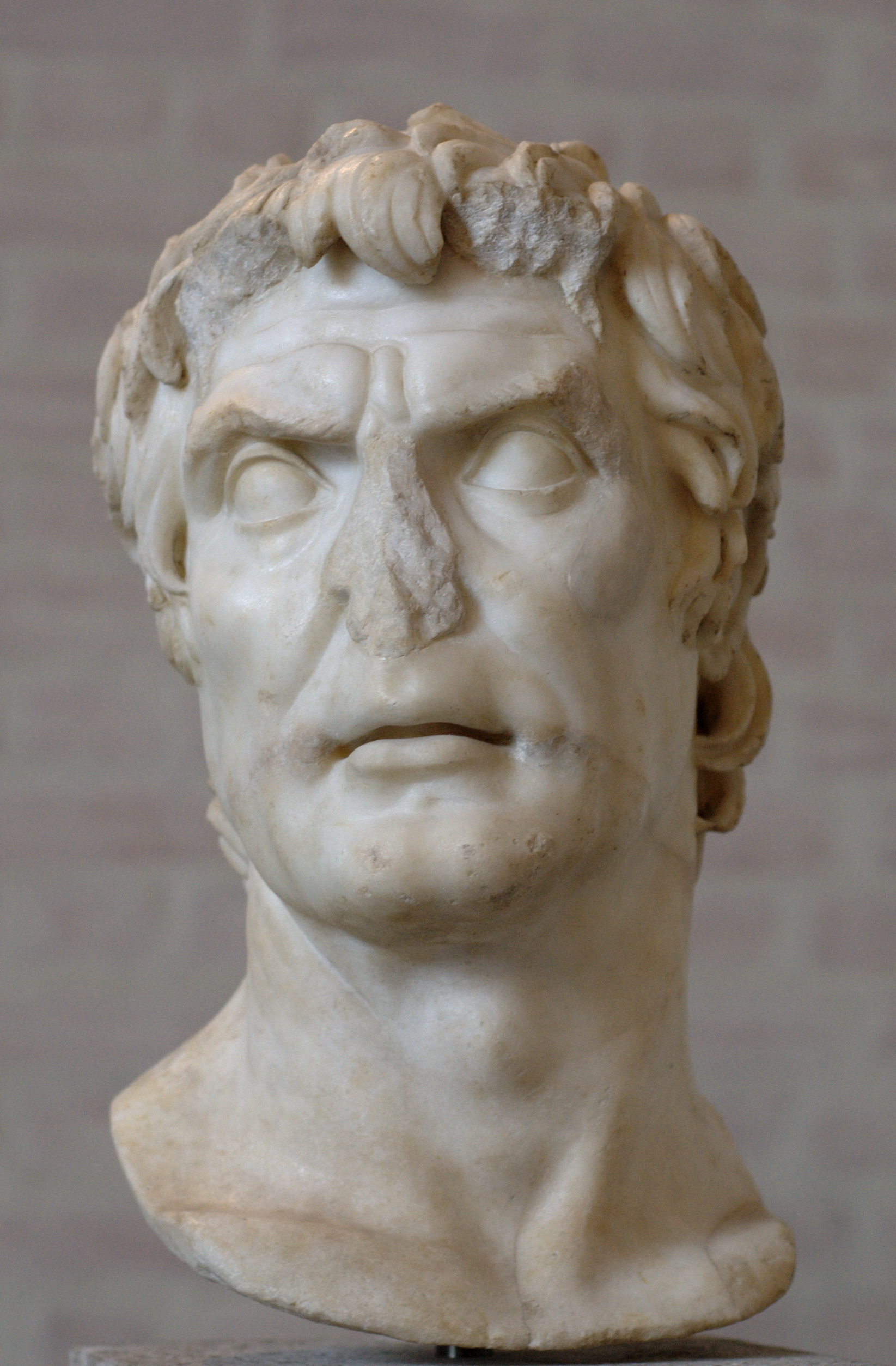
Бюст Луция Корнелия Суллы

В 89 году до н. э. Квинт Помпей выдвинул свою кандидатуру в консулы. В это время Рим начал войну с царём Понта Митридатом, только что оккупировавшим провинцию Азия. Один из консулов 88 года должен был получить командование на театре военных действий, и это сделало борьбу за магистратуру особенно драматичной: начинавшаяся война не казалась особенно трудной, но сулила полководцу славу, добычу и симпатию со стороны римских деловых кругов. Квинт Помпей пошёл на выборы в союзе с патрицием Луцием Корнелием Суллой, отличившимся в ходе Союзнической войны и заручившимся поддержкой Метеллов. Для закрепления этого союза сын Помпея женился на дочери Суллы.
Кроме того, отдельные источники сообщают о претензиях на консулат Гнея Помпея Страбона (но Веллей Патеркул мог ошибиться) и Гая Мария; мнения исследователей относительно существования последней кандидатуры расходятся — есть голоса за и против. Ещё одним соискателем консулата стал Гай Юлий Цезарь Страбон Вописк, прославленный оратор, который ещё не занимал обязательную для кандидата должность претора, но зато мог получить поддержку от своих старших братьев-консуляров Луция Юлия Цезаря и Квинта Лутация Катула, а также от Марка Антония.
Выборы начались позже обычного — уже в начале года (88 до н. э.). Двое народных трибунов, Публий Сульпиций и Публий Антистий, выступили против кандидатуры Гая Юлия, настаивая на том, что нельзя получить консулат, не пройдя промежуточную стадию претуры. И у Цезаря, и у трибунов были многочисленные сторонники, между которыми начались уличные столкновения. В конце концов Цезарь проиграл выборы, и консулами стали Сулла и Помпей.
Источники не сообщают, в чьих интересах действовал Сульпиций, встав на пути Цезаря Страбона. При этом в трактате «О дружбе» упоминается разрыв отношений между Публием и Помпеем Руфом, произошедший после избрания последнего консулом. Разрыв этот «вызвал всеобщее изумление и сожаление», и с этого момента Сульпиций «смертельно ненавидел» Помпея.
В историографии эти данные источников вызвали обширную дискуссию. Многие учёные разделяют мнение, что трибун поддерживал во время выборов своего друга, Квинта Помпея Руфа. Так, А. Кивни пишет, что сразу после раскола друзианской «партии» Сульпиций примкнул к политической группировке, которую возглавили Помпей и Сулла. Трибун помог этим двоим получить консулат и ждал, что они в качестве ответной услуги поддержат его законопроект, касавшийся новых граждан и продолжавший политику Друза. Получив отказ, Публий Сульпиций немедленно разорвал этот союз и пошёл на сближение с врагом Суллы Гаем Марием, которому тайно пообещал командование в Митридатовой войне в обмен на поддержку в народном собрании со стороны его ветеранов. Для трибуна разрыв с консулами означал вражду с сенатом и превращение в популяра. Согласно гипотезе Э. Бэдиана, трибун заключил союз с Марием уже после отказа консулов и сената одобрить его законопроекты.
Существует и альтернативная версия, согласно которой Сульпиций стал союзником Мария ещё до консульских выборов. Соответственно, с Цезарем Страбоном он боролся не ради дружбы с нобилитетом и, в частности, с Помпеем, а защищая закон Виллия, и в дальнейшем смена командующего в Митридатовой войне была главной его целью. Италийская же проблема Сульпиция не интересовала.

### Гражданская война

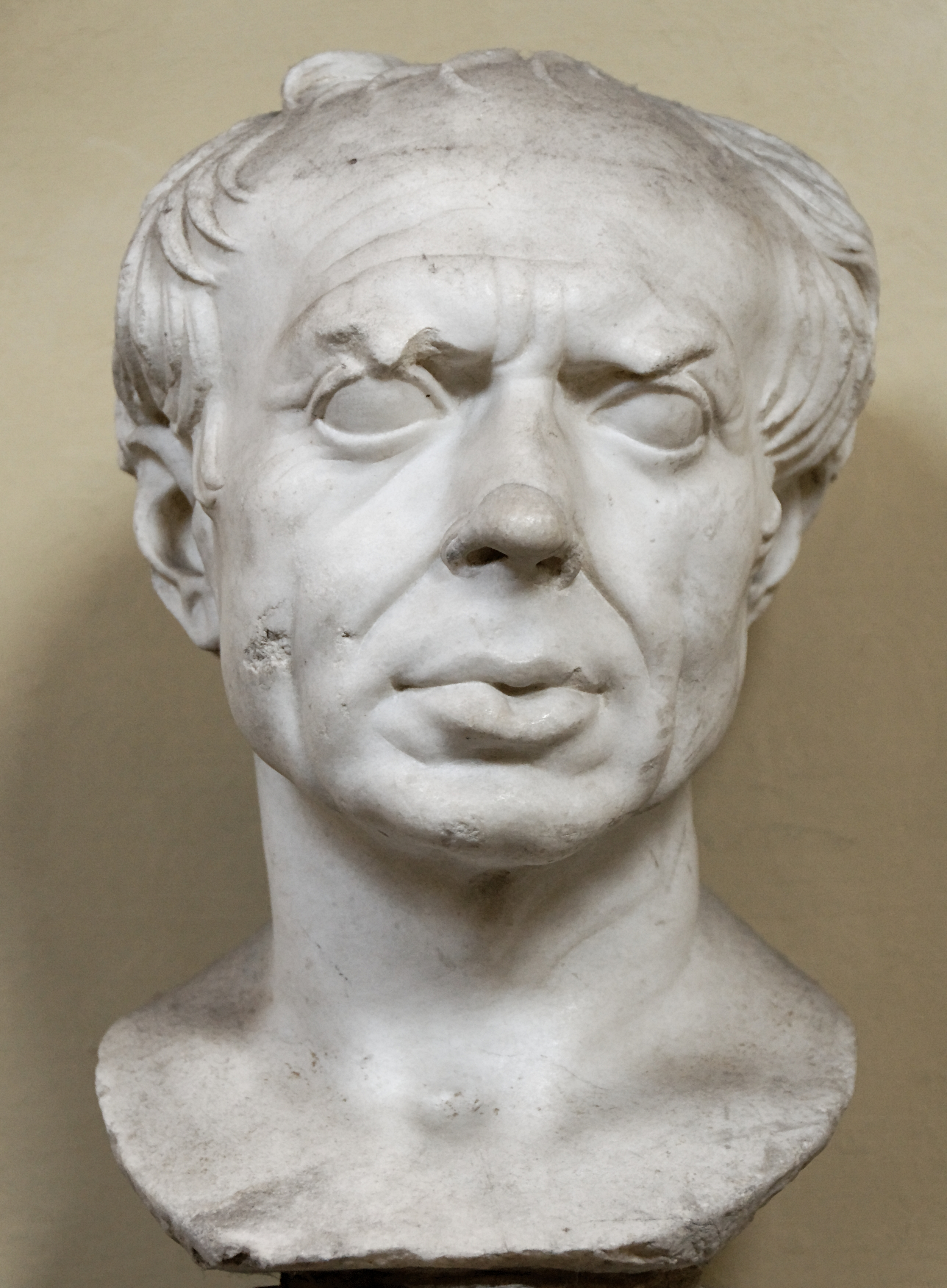
Бюст Гая Мария (Музей Кьярамонти)

Из двух консулов Сулла должен был отправиться на Восток; Помпею же выпало оставаться в Италии. Но ещё до отбытия Суллы развернулся конфликт между консулами и Публием Сульпицием. Последний выдвинул законодательные инициативы о возвращении изгнанников, ставших жертвами закона Вария, об исключении из сената за долги больше двух тысяч денариев и о распределении по всем трибам италиков, получивших гражданство в годы Союзнической войны (до этого их можно было включать только в 8 или 10 триб, подававших голоса последними). Помпей и Сулла оказались решительными противниками этих законопроектов, несмотря на недавнее сотрудничество с Сульпицием; против, по данным Аппиана, оказались и все «старые граждане», объединившиеся против «новых». Накануне голосования начались уличные столкновения, и тогда консулы объявили неприсутственные дни, чтобы «отсрочить голосование законопроекта и ожидаемого в связи с ним бедствия». Либо они хотели избежать новых беспорядков, либо боялись, что исход народного волеизъявления будет в пользу трибуна.
Тогда Сульпиций привёл своих сторонников со спрятанными под одеждой кинжалами (есть гипотеза, что это были ветераны Мария) на форум к храму Диоскуров, где Помпей и Сулла проводили народную сходку, и потребовал от консулов не мешать голосованию. В начавшейся схватке был убит сын Помпея «за то, что он в своей речи говорил слишком свободно». Консулы же спаслись бегством. Помпей «бежал и скрылся», а Сулла спрятался в доме Мария и там провёл с ним переговоры: он пошёл от своего имени и от имени коллеги на уступки и отменил неприсутственные дни. Какое-то время конфликт считался исчерпанным — но Сульпиций, помимо трёх старых законопроектов, выдвинул на голосование и четвёртый, о предоставлении Марию проконсульского империя и командования в войне с Митридатом. Все эти инициативы стали законами.
Плутарх пишет, что тогда же Сульпиций отрешил Квинта Помпея от должности. В историографии нет единого мнения о степени правдоподобности этого сообщения; некоторые историки видят решающий аргумент «против» в том, что другие античные авторы об этом молчат и называют Помпея коллегой Суллы в связи с последующими событиями.
Узнав о случившемся, Сулла поднял мятеж против Республики и двинул свою армию, стоявшую под Нолой, на Рим. К нему присоединился и Квинт Помпей Руф; согласно Плутарху, Руф участвовал в походе с самого начала, а согласно Аппиану, он присоединился к коллеге уже под Римом. А. Кивни считает более вероятной первую версию. Сенат отправил навстречу мятежникам целый ряд посольств, но Сулла и Помпей не остановили свою армию. Известно, что Помпей с одним из четырёх легионов занял Коллинские ворота, и после этого началась схватка прямо на улицах Рима. Благодаря глубокому фланговому обходу консулы победили, а Марий и Сульпиций бежали из города.
Уже на следующий день под давлением консулов все законы Сульпиция были отменены, а сам трибун, Гай Марий и ещё 11 человек были объявлены «врагами» (hostes) — то есть их можно было безнаказанно убить, а их имущество подлежало конфискации. Сульпиций вскоре был убит, и его отрубленную голову выставили на рострах в Риме

### Гибель
Вскоре после взятия Рима было принято решение о прекращении проконсульских полномочий Гнея Помпея Страбона, продлённых всего за несколько месяцев до этого, и о передаче его армии Квинту Помпею Руфу. Эта армия на тот момент находилась на севере Италии и продолжала усмирение тех союзников, которые ещё не подчинились Риму. Согласно Валерию Максиму, решение о командовании для Руфа принял сенат, согласно Аппиану — народное собрание. Некоторые исследователи принимают первую версию, некоторые — вторую.
В любом случае за решением стоял Сулла: ему необходимо было перед отбытием на Восток предоставить своему союзнику Помпею Руфу сильную армию, чтобы тот мог защитить себя и существующий в Риме порядок. При этом защита была необходима, так как Марий, бежавший в Африку, в любой момент мог вернуться.
Страбону такой поворот не мог понравиться. На словах он согласился уйти в отставку, но Квинт Помпей уже в день своего прибытия в армию был убит солдатами. Страбон не стал никого наказывать, ограничившись словесным порицанием, и тут же снова принял на себя полномочия командующего, хотя это и было прямым нарушением воли сената. В связи с этим звучат логично утверждения Веллея Патеркула и эпитоматора Ливия о том, что сам Гней Помпей был организатором убийства Руфа. Многие исследователи считают такое объяснение правдоподобным.

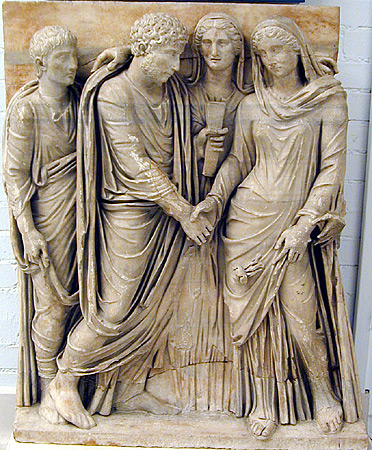
Церемония бракосочетания в Древнем Риме

## Потомки
В источниках упоминается один сын Квинта Помпея того же имени, зять Суллы, погибший при жизни отца. Его детьми были народный трибун 52 года до н. э. и Помпея, вторая жена Гая Юлия Цезаря. Именно о ней Гай Юлий сказал: «Жена Цезаря должна быть вне подозрений».
Ещё один Квинт Помпей Руф фигурирует в сенатском постановлении от 73 года до н. э.; Т. Моммзен предположил, что этот нобиль был усыновлён консулом 88 года после гибели родного сына, но Ф. Мюнцер сомневается в правдоподобности этой гипотезы.

## Оценки
Марк Туллий Цицерон в трактате «Брут» называет Квинта Помпея посредственным оратором, который к тому же пользовался при написании речей помощью Луция Элия Стилона. В историографии Руф считается второстепенным и неярким историческим деятелем — «малопримечательным родственником Помпея Страбона».